# Koodlahalli, Hiriyur
Koodlahalli là một làng thuộc tehsil Hiriyur, huyện Chitradurga, bang Karnataka, Ấn Độ.